# Stylidium elongatum
Stylidium elongatum är en tvåhjärtbladig växtart som beskrevs av George Bentham. Stylidium elongatum ingår i släktet Stylidium och familjen Stylidiaceae. Inga underarter finns listade i Catalogue of Life.